# Baker Lake Airport

i7
i11
i13
Der Flughafen Baker Lake (IATA: YBK; ICAO: CYBK) befindet sich 5,6 km südwestlich von Baker Lake, Nunavut, Kanada. Er wird von der Territorialregierung betrieben.

## Fluggesellschaften und Flugziele
| Fluggesellschaft | Flugziele                                                                                           |
| ---------------- | --------------------------------------------------------------------------------------------------- |
| Calm Air         | Arviat, Chesterfield Inlet, Churchill, Coral Harbour, Rankin Inlet, Repulse Bay, Thompson, Winnipeg |
| Kivalliq Air     | Arviat, Chesterfield Inlet, Rankin Inlet, Whale Cove                                                |
| Ookpik Aviation  | Charterflüge                                                                                        |
| Pronto Airways   | Points North, Rankin Inlet, Saskatoon                                                               |